# Christian Marin

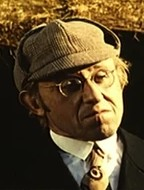
Christian Marin in 1970

Christian Marin (Lyon, 8 februari 1929 – Parijs, 5 september 2012) was een Frans acteur. Marin is het meest bekend van zijn rol in de films met Louis de Funès in de "Le gendarme"-reeks als klungelagent Merlot. In 1967 speelde hij ook mee in de tv-serie Les Chevaliers du ciel, die gebaseerd was op stripreeks Tanguy en Laverdure, waar hij eens te meer een klungelig personage speelde, Ernest Laverdure.
Hij overleed op 83-jarige leeftijd in een ziekenhuis in Parijs.

## Films
- Le Tracassin ou Les Plaisirs de la ville (1961)
- La Belle Américaine (1961)
- L'honorable Stanislas, agent secret (1963)
- Pouic-Pouic (1963)
- Le Gendarme de Saint-Tropez (1964)
- Le Gendarme à New York (1965)
- The Sleeping Car Murders (1965)
- Le gendarme se marie (1967)
- Le Gendarme en balade (1970)
- Carpe diem (2000)
- Dead Man Talking (2012)

In totaal speelde hij in 74 films.
- Biblioteca Nacional de España: XX1797672
- Bibliothèque nationale de France: cb14654550p (data)
- Gemeinsame Normdatei: 1038810736
- International Standard Name Identifier: 0000 0001 1948 0049
- Library of Congress Control Number: no2009110951
- SNAC: w62r3zfk
- Système universitaire de documentation: 077506499
- Virtual International Authority File: 29792789
- WorldCat: E39PBJxWRwTdBQpfCckGmmf6rq